# Wszystko dla pań
Wszystko dla pań (fr. Au Bonheur des dames) – powieść obyczajowa Émile’a Zoli z 1883 roku. 
Opublikowana jako jedenasty tom cyklu Rougon-Macquartowie, którego głównymi bohaterami są Oktaw Mouret i Denise Baudu. Utwór porusza problem przemian w handlu zachodzących w czasach II Cesarstwa, został przez autora nazwany „poematem nowoczesnej aktywności”.

## Treść
Denise Baudu przybywa z prowincji do pracy w Paryżu razem z dwójką młodszych braci. Zatrzymuje się u stryja, właściciela małego sklepiku, po czym znajduje pracę w magazynie „Wszystko dla Pań” – ogromnym, wielobranżowym sklepie z odzieżą, którego właścicielem jest Oktaw Mouret, syn Franciszka i Marty Mouretów z powieści Podbój miasta Plassans. Oktaw jest pełnym fantazji i przedsiębiorczym młodym człowiekiem, odważnie realizującym swoje plany i pomysły. Używa życia: nie stroni od kobiet, ma wiele przygodnych kochanek i jedną stałą – panią Desforges. Kobiety uwielbiają Oktawa, ale on traktuje je instrumentalnie, jako dostarczycielki rozkoszy dla zmysłów i zysków dla magazynu. Przyjaciele przepowiadają Mouretowi, że „kobiety kiedyś się zemszczą”. Po zatrudnieniu w magazynie „Wszystko dla Pań” Denise przechodzi ciężką szkołę życia jako nowa ekspedientka. Pracownicy sklepu znajdują się w fatalnej sytuacji – pracują po 13 godzin, śpią w nędznie wyposażonych pokoikach, a ponadto są wzajemnie skonfliktowani. Denise, pomimo że Mouret darzy ją sympatią, wielokrotnie pada ofiarą molestowania, intryg i plotek, a w końcu zostaje wyrzucona z pracy. Jej wielkim zmartwieniem jest utrzymanie braci, zwłaszcza młodszego, małego Pepi. Znajduje potem zajęcie u starego Bourrasa, wytwórcy parasoli, a później u Robineau – byłego pracownika magazynu, teraz właściciela sklepu z jedwabiami. Po wypadku ulicznym Robineu i jego bliskim bankructwie, Denise wraca do pracy u Moureta, a po niedługim czasie awansuje tam na kierowniczkę działu odzieży dziecięcej.
W miarę rozwoju sklepu pojawiają się w nim coraz to nowe działy, sam obiekt zajmuje całą ulicę, doprowadzając do upadłości rzeszę drobnych handlarzy z okolicy. Symbolem ich klęski jest śmierć Genowefy, córki stryja Baudu, a potem jego żony i powolna ruina małego sklepu. Oktaw Mouret tymczasem odkrywa w sobie miłość do Denise – uczucie, jakiego wcześniej nie znał. Ona jednak chce pozostać uczciwa i nie godzi się na schadzki, chociaż potajemnie kocha Moureta. Pozorny chłód Denise doprowadza go do rozpaczy i zwątpienia o celowości wszelkich starań. Denise dopiero w finale powieści decyduje się wyznać mu swoją miłość, co uwieńcza sukces życiowy ich obojga.

## Nawiązania i metafory

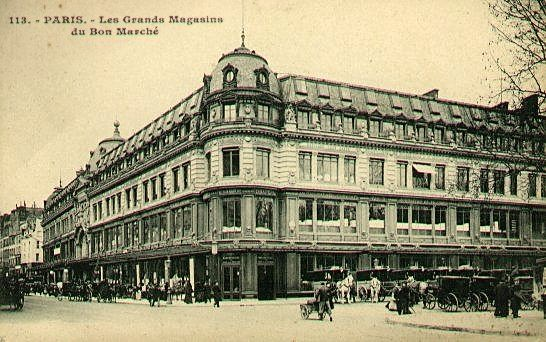
Paryskie magazyny „Bon Marché” w końcu XIX stulecia

Wszystko dla pań w wielu momentach porzuca zwyczaj naturalistycznej analizy rzeczywistości (silnej w pierwszej części utworu) na rzecz przedstawienia obrazu wyidealizowanego, zgodnego z postulatami politycznymi Zoli. Autor nawiązał do związanych z socjalizmem utopijnym wizji przedsiębiorstw, w których panuje pełna zgoda między zatrudniającym a pracownikami i w których zwiększony zysk idzie na polepszenie warunków pracy. W dużej mierze nie zgadzało się to z rzeczywistością powstających za czasów autora wielkich magazynów, chociaż w opisie sklepu Oktawa wielokrotnie korzystał on z obserwacji własnych. W okresie II Cesarstwa prawdziwą sensacją był bowiem sklep „Bon-Marché”, często zresztą wzmiankowany w utworze jako konkurent sklepu Moureta określonego jako „pałac-świątynia wzniesiony na cześć rozrzutności mody”.
Wszystko dla pań to również opis upadku drobnego handlu, zaś scena pogrzebu zmarłej na gruźlicę córki drobnego sklepikarza Baudu stanowi symbol upadku całej działalności tego typu. Zola jednak, poprzez postawę samej Denise (równocześnie współczującej drobnym kupcom i dostrzegającej wyższość magazynów) wskazuje, iż właściwym działaniem jest nie nostalgia za przeszłością, lecz akceptacja właśnie takiego stanu rzeczy i znalezienie sobie nowego miejsca w zmieniającym się świecie. Pochwałę optymizmu i kreatywności wyraża również powtarzająca się w kilku scenach powieści dyskusja między optymistą Mouretem a pesymistą de Vallagnoskiem, którego fatalistyczne poglądy rozwija postać Łazarza z kolejnej w cyklu Radości życia.
Równocześnie historia miłości Oktawa i Denise pokazuje „zemstę kobiecości” – Oktaw, arywista, który przez całe życie zbijał fortunę na wykorzystywaniu kobiecych słabości, ulega kobiecie, która z miejsca nie uległa jego urokowi, i dopiero wtedy poznaje miłość, która według Zoli jest sensem całego życia.

## Recepcja
Wszystko dla pań zostało bardzo przychylnie przyjęte. Krytycy zgodni byli co do umoralniającego, pozytywnego przesłania dzieła, popierali wyrażoną przez Zolę pochwałę pracy i wynalazczości. Nie wszyscy jednak zrozumieli ponadczasowe przesłanie dzieła, widząc w nim jedynie apoteozę kapitalizmu, wyrażonego poprzez opis domu handlowego, ukazanego przez autora jako „wielki idealny bazar, falanster handlu”. Dobrze oceniane były postaci głównych bohaterów, zwłaszcza Denise, która zdaniem oficjalnych krytyków szczęśliwie mogła przesłaniać Gerwazynę, bohaterkę W matni. Późniejsi recenzenci byli mniej entuzjastyczni, za najbardziej udane partie utworu uznając te fragmenty, w których Zola opisuje ciężki los zatrudnionych w magazynie, natomiast przedstawienie ulepszeń wprowadzanych w nim przez Moureta (wyidealizowana wizja nakreślona w rozdz. XII) uznawali za brak realizmu. Albert Thibaudet stwierdził wprost, że przedstawiona przez Zolę analiza sklepu nie ma większej wartości, gdyż brakuje w nim najważniejszego elementu – dopracowanej postaci kupca.

## Adaptacje
- Film Juliena Duviviera z 1930 r.
- Film André Cayatte’a z 1943 r.
- Miniserial The Paradise (w reżyserii Marca Jobsta) z 2012 r., wyprodukowany przez BBC.
- Serial Wszystko dla pań, produkowany od 2015 roku przez włoską stację Rai 1.